# Puchar Świata w biegach narciarskich 1980/1981
Sezon 1980/1981 Pucharu Świata w biegach narciarskich rozpoczął się 13 grudnia 1980 r. w szwajcarskim Davos, natomiast zakończył się 21 marca 1981 roku w kanadyjskim Whitehorse. Była to ósma i ostatnia, nieoficjalna seria zawodów w biegach narciarskich zorganizowana przez Międzynarodową Federację Narciarską (FIS). 
Mężczyźni rywalizowali po raz ósmy, natomiast kobiety po raz drugi. W nieoficjalnej klasyfikacji generalnej zwyciężyli reprezentanci ZSRR: Aleksandr Zawjałow wśród mężczyzn oraz Raisa Smietanina wśród kobiet. 

## Kalendarz i wyniki

### Mężczyźni
| Lp. | Miejscowość | Dystans          | Data             | 1. miejsce                                                                         | 2. miejsce                                                                      | 3. miejsce                                                                     |
| --- | ----------- | ---------------- | ---------------- | ---------------------------------------------------------------------------------- | ------------------------------------------------------------------------------- | ------------------------------------------------------------------------------ |
| 1.  | Davos       | 15 km            | 13 grudnia 1980  | Jewgienij Bielajew                                                                 | Harri Kirvesniemi                                                               | Aleksandr Czajko                                                               |
| 2.  | Davos       | Sztafeta 3x10 km | 14 grudnia 1980  | ZSRR Aleksandr Zawjałow · Jewgienij Bielajew · Aleksandr Czajko                    | Norwegia Oddvar Brå · Pål Gunnar Mikkelsplass · Ove Aunli                       | Finlandia Kari Härkönen · Juha Mieto · Harri Kirvesniemi                       |
| 3.  | Ramsau      | 15 km            | 20 grudnia 1980  | Aleksandr Zawjałow                                                                 | Kari Härkönen                                                                   | Harri Kirvesniemi                                                              |
| 4.  | Ramsau      | Sztafeta 3x10 km | 21 grudnia 1980  | ZSRR Jewgienij Bielajew · Aleksandr Czajko · Aleksandr Zawjałow                    | Finlandia I Kari Härkönen · Pertti Teurajärvi · Harri Kirvesniemi               | Norwegia II Jan Lindvall · Peder Hagen · Anders Bakken                         |
| 5.  | Kastelruth  | 15 km            | 13 stycznia 1981 | Harri Kirvesniemi                                                                  | Thomas Eriksson                                                                 | Jan Lindvall                                                                   |
| 6.  | Kastelruth  | Sztafeta 4x10 km | 14 stycznia 1981 | ZSRR II Aleksandr Zawjałow · Aleksandr Czajko · Aleksandr Kozieł · Rozalin Bakijew | ZSRR I Jurij Burłakow · Anatolij Iwanow · Jewgienij Bielajew · Nikołaj Zimiatow | Szwecja Sven-Erik Danielsson · Erik Gustavsson · Hans Persson · Jan Ottosson   |
| 7.  | Welingrad   | 15 km            | 17 stycznia 1981 | Oddvar Brå                                                                         | Thomas Wassberg                                                                 | Ove Aunli                                                                      |
| 8.  | La Bresse   | 15 km            | 24 stycznia 1981 | Ove Aunli                                                                          | Aleksandr Zawjałow                                                              | Jewgienij Bielajew                                                             |
| 9.  | La Bresse   | Sztafeta 4x10 km | 25 stycznia 1981 | Norwegia Oddvar Brå · Ove Aunli · Jan Lindvall · Pål Gunnar Mikkelsplass           | ZSRR Jurij Burłakow · Jewgienij Bielajew · Rozalin Bakijew · Aleksandr Zawjałow | Finlandia I Kari Härkönen · Veijo Hämäläinen · Asko Autio · Harri Kirvesniemi  |
| 10. | Kawgołowo   | 15 km            | 21 lutego 1981   | Rozalin Bakijew                                                                    | Jurij Wachruszew                                                                | Aleksandr Zawjałow                                                             |
| 11. | Lahti       | 15 km            | 5 marca 1981     | Oddvar Brå                                                                         | Ove Aunli                                                                       | Jewgienij Bielajew                                                             |
| 12. | Falun       | 30 km            | 7 marca 1981     | Thomas Wassberg                                                                    | Oddvar Brå                                                                      | Aleksandr Zawjałow                                                             |
| 13. | Falun       | Sztafeta 4x10 km | 8 marca 1981     | Norwegia Tor Håkon Holte · Arild Monsen · Hans Erik Tofte · Tore Gullen            | ZSRR Jurij Burłakow · Aleksandr Czajko · Jurij Wachruszew · Aleksandr Zawjałow  | Szwecja Sven-Erik Danielsson · Thomas Eriksson · Gunde Svan · Thomas Wassberg  |
| 14  | Oslo        | Sztafeta 4x10 km | 12 marca 1981    | Norwegia Tor Håkon Holte · Tore Gullen · Ove Aunli · Pål Gunnar Mikkelsplass       | Szwecja Benny Kohlberg · Gunde Svan · Sven-Erik Danielsson · Thomas Wassberg    | ZSRR Jewgienij Bielajew · Aleksandr Czajko · Jurij Burłakow · Władimir Nikitin |
| 15. | Oslo        | 50 km            | 14 marca 1981    | Oddvar Brå                                                                         | Aleksandr Zawjałow                                                              | Ove Aunli                                                                      |
| 16. | Whitehorse  | 15 km            | 21 marca 1981    | Thomas Wassberg                                                                    | Pål Gunnar Mikkelsplass                                                         | Benny Kohlberg                                                                 |

### Kobiety
| Lp. | Miejscowość | Dystans         | Data             | 1. miejsce                                                                 | 2. miejsce                                                          | 3. miejsce                                                                        |
| --- | ----------- | --------------- | ---------------- | -------------------------------------------------------------------------- | ------------------------------------------------------------------- | --------------------------------------------------------------------------------- |
| 1.  | Davos       | 5 km            | 13 grudnia 1980  | Berit Aunli                                                                | Raisa Smietanina                                                    | Marit Myrmæl                                                                      |
| 2.  | Davos       | Sztafeta 3x5 km | 14 grudnia 1980  | ZSRR Lubow Zabołocka · Raisa Chworowa · Raisa Smietanina                   | Finlandia Marja Auroma · Päivi Renkola · Hilkka Riihivuori          | Norwegia I Brit Pettersen · Marit Myrmæl · Berit Aunli                            |
| 3.  | Ramsau      | 5 km            | 20 grudnia 1980  | Raisa Smietanina                                                           | Hilkka Riihivuori                                                   | Berit Aunli                                                                       |
| 4.  | Ramsau      | Sztafeta 3x5 km | 21 grudnia 1980  | Norwegia I Marit Myrmæl · Brit Pettersen · Berit Aunli                     | Norwegia II Anette Bøe · Grete Ingeborg Nykkelmo · Hilde Riis       | Czechosłowacja Dagmar Švubová · Gabriela Svobodová · Květa Jeriová                |
| 5.  | Klingenthal | 10 km           | 10 stycznia 1981 | Raisa Smietanina                                                           | Raisa Chworowa                                                      | Barbara Petzold                                                                   |
| 6.  | Nové Město  | 20 km           | 17 stycznia 1981 | Raisa Smietanina                                                           | Raisa Chworowa                                                      | Marit Myrmæl                                                                      |
| 7.  | La Bresse   | 5 km            | 24 stycznia 1981 | Raisa Smietanina                                                           | Berit Aunli                                                         | Květa Jeriová                                                                     |
| 8.  | La Bresse   | Sztafeta 3x5 km | 25 stycznia 1981 | Norwegia Anette Bøe · Marit Myrmæl · Berit Aunli                           | Czechosłowacja Dagmar Švubová · Gabriela Svobodová · Květa Jeriová  | ZSRR Lubow Zabołocka · Zinaida Amosowa · Nadieżda Szamakowa                       |
| 9.  | Kawgołowo   | 20 km           | 21 lutego 1981   | Raisa Smietanina                                                           | Zinaida Amosowa                                                     | Berit Aunli                                                                       |
| 10. | Lahti       | 10 km           | 5 marca 1981     | Barbara Petzold                                                            | Berit Aunli                                                         | Anette Bøe                                                                        |
| 11. | Falun       | 20 km           | 7 marca 1981     | Raisa Smietanina                                                           | Květa Jeriová                                                       | Berit Aunli                                                                       |
| 12. | Falun       | Sztafeta 4x5 km | 8 marca 1981     | ZSRR Nadieżda Szamakowa · Raisa Chworowa · Lubow Ladowa · Raisa Smietanina | Szwecja Maria Thulin · Carina Sandberg · Eva Olsson · Karin Lamberg | Czechosłowacja Dagmar Švubová · Gabriela Svobodová · Blanka Paulů · Květa Jeriová |
| 13. | Oslo        | 5 km            | 11 marca 1981    | Květa Jeriová                                                              | Barbara Petzold                                                     | Berit Aunli                                                                       |
| 14. | Oslo        | Sztafeta 3x5 km | 12 marca 1981    | ZSRR Lubow Ladowa · Raisa Chworowa · Raisa Smietanina                      | NRD Gina Meßner · Carola Anding · Barbara Petzold                   | Norwegia Anette Bøe · Inger Helene Nybråten · Berit Aunli                         |
| 15. | Whitehorse  | 10 km           | 21 marca 1981    | Berit Aunli                                                                | Anette Bøe                                                          | Květa Jeriová                                                                     |

## Klasyfikacje
| Lp. | Zawodnik                | Punkty |
| --- | ----------------------- | ------ |
| 1.  | Aleksandr Zawjałow      | 139    |
| 2.  | Oddvar Brå              | 137    |
| 3.  | Ove Aunli               | 128    |
| 4.  | Harri Kirvesniemi       | 121    |
| 5.  | Thomas Wassberg         | 105    |
| 6.  | Jurij Burłakow          | 98     |
| 7.  | Jan Lindvall            | 89     |
| 8.  | Aleksandr Czajko        | 79     |
| 9.  | Jewgienij Bielajew      | 78     |
| 10. | Pål Gunnar Mikkelsplass | 74     |
| 11. | Benny Kohlberg          | 62     |
| 12. | Thomas Eriksson         | 56     |
| 13. | Rozalin Bakijew         | 53     |
| 14. | Kari Härkönen           | 46     |
| 14. | Lars Erik Eriksen       | 46     |
| 16. | Jurij Wachruszew        | 44     |
| 17. | Aleksandr Kozieł        | 41     |
| 18. | Konrad Hallenbarter     | 40     |
| 19. | Anatolij Iwanow         | 37     |
| 20. | Sven-Erik Danielsson    | 35     |

| Lp. | Zawodniczka             | Punkty |
| --- | ----------------------- | ------ |
| 1.  | Raisa Smietanina        | 178    |
| 2.  | Berit Aunli             | 153    |
| 3.  | Květa Jeriová           | 130    |
| 4.  | Raisa Chworowa          | 117    |
| 5.  | Anette Bøe              | 115    |
| 6.  | Marit Myrmæl            | 97     |
| 7.  | Karin Lamberg           | 93     |
| 8.  | Hilkka Riihivuori       | 81     |
| 9.  | Barbara Petzold         | 80     |
| 10. | Brit Pettersen          | 79     |
| 11. | Zinaida Amosowa         | 74     |
| 12. | Nadieżda Szamakowa      | 65     |
| 13. | Inger Helene Nybråten   | 61     |
| 14. | Lubow Ladowa            | 60     |
| 14. | Eva Olsson              | 54     |
| 16. | Karin Jäger             | 42     |
| 16. | Carola Anding           | 42     |
| 18. | Shirley Firth           | 41     |
| 19. | Grete Ingeborg Nykkelmo | 40     |
| 20. | Lubow Zabołocka         | 37     |